# Orden lexicográfico
En matemáticas, o más particularmente en Teoría del orden, el orden lexicográfico es una relación de orden definida sobre el producto cartesiano de conjuntos ordenados. Es conocido principalmente por su aplicación a cadenas de caracteres, por ejemplo en diccionarios o en la guía telefónica.

## Definición matemática

### Definición en el caso de un producto de dos conjuntos
sean {\displaystyle (A,\leq _{A})} y {\displaystyle (B,\leq _{B})} dos conjuntos parcialmente ordenados por las relaciones {\displaystyle \leq _{A}} y {\displaystyle \leq _{B}}, respectivamente, entonces un orden lexicográfico es una relación de orden parcial {\displaystyle \leq _{A,B}} definida como sigue:
{\displaystyle \forall (a,b),(a',b')\in A\times B:}
{\displaystyle (a,b)\leq _{A,B}(a',b')\ \Leftrightarrow \ a<a'\vee (a=a'\wedge b\leq b')}
Si {\displaystyle \leq _{A}} y {\displaystyle \leq _{B}} son órdenes totales, {\displaystyle \leq _{A,B}} también es un orden total.

### Productos cartesianos n-arios
La definición arriba mencionada, que solo define una relación de orden en productos cartesianos de dos conjuntos ordenados, se puede extender a productos cartesianos n-arios, sacando provecho de la definición recursiva de ellos
{\displaystyle \prod _{i=1}^{1}A_{i}:=A_{1}}
{\displaystyle \prod _{i=1}^{n+1}A_{i}:=\left(\prod _{i=1}^{n}A_{i}\right)\times A_{n+1},n\geq 1}
que solo basa en la aplicación múltiple del producto cartesiano binario.

### Cadenas de caracteres
Una aplicación más general del orden lexicográfico es al comparar cadenas de caracteres. Distinto al caso para los productos cartesianos n-arios mencionados arriba, las cadenas de caracteres no poseen longitud fija. Usando la misma idea de definición recursiva que para el caso anterior, ahora debemos considerar el que una secuencia puede ser más larga que la otra, y que por lo tanto termine de recorrerse mientras que todavía quedan caracteres en la otra.
La secuencia más corta a considerar será la cadena vacía {\displaystyle \epsilon }, es decir:
{\displaystyle \forall b\in \Sigma ^{*}:\epsilon \leq b}
Así, la definición recursiva queda:
{\displaystyle \forall [a_{1}\dots a_{m}],[b_{1}\dots b_{n}]\in \Sigma ^{*}\backslash \{\epsilon \}:[a_{1}\dots a_{m}]\leq [b_{1}\dots b_{n}]\Leftrightarrow a_{1}<b_{1}\vee (a_{1}=b_{1}\wedge [a_{2}\dots a_{m}]\leq [b_{2}\dots b_{n}])}

## Ejemplos y propiedades
- El orden lexicográfico no es igual al orden numérico

Si a = [19] y b = [138] tenemos que b < a, porque el prefijo es a1 = b1 = 1 y b2 = 3 < a2 = 9.
- Los diccionarios son el ejemplo más conocido de ordenamiento lexicográfico. En este caso, no se hace distinción entre mayúsculas y minúsculas, y se considera por lo tanto que a=A, b=B, c=C, etc.
- El producto de dos grupos ordenados con el orden lexicográfico es un grupo ordenado.